# Media Galaxy
Media Galaxy este o rețea de magazine de electronice și electrocasnice din România deținută de compania Altex. Rețeaua a fost lansată în anul 2004 ca o alternativă la magazinele Altex, având suprafețe mai mari de 2.000 m2 și o gamă mai variată de produse, similar cu rețele europene de electronice și electrocasnice Media Markt - Saturn.
O parte din magazine au fost rebranduite în Altex. Cel mai mare magazin de electronice din România, București Orhideea, cu o suprafață de 5,000 m2 a fost redeschis sub marca Altex pe 30 septembrie 2021. În mai 2022 rețeaua este formată din 16 magazine.

## Magazine

### Actuale
- Baia Mare
- Brașov
- București (4)
- Cluj-Napoca
- Constanța
- Craiova
- Iași
- Oradea
- Satu Mare
- Târgu Mureș
- Timișoara (2)
- Arad

### Redenumite Altex
- Brăila
- București (Militari, Orhideea și Titan)
- Focșani
- Pitești
- Sibiu
- Suceava